# Église Sainte-Marie de Zadar
Pour les articles homonymes, voir église Sainte-Marie.
L'église Sainte-Marie (en italien : chiesa di Santa Maria) est un monastère bénédictin situé à Zadar, en Croatie. Elle a été fondée en 1066 sur le côté oriental de l'ancien forum romain de la ville.

## Histoire
Le monastère bénédictin a été fondé à côté d'une église existante en 1066 par la noble de Zadar Čika. Le monastère a ensuite reçu la protection royale et les subventions du roi Petar Krešimir IV. Après être devenue nonne plus tard dans sa vie, Čika dota le monastère de deux hymnaires et d'un livre de prières, ainsi que d'autres objets de valeur. Les deux hymnariums sont perdus, mais le livre de prières a survécu et est actuellement conservé à la Bodleian Library d'Oxford .
La fille de Čika, Vekenega, est entrée au monastère en tant que nonne vers 1072, après la mort de son mari Dobroslav. Vekenega, en tant que premier successeur de Čika, a demandé une aide financière au nouveau roi Coloman de Hongrie pour terminer le monastère et ériger de nouveaux objets du monastère. La tour monumentale porte le nom de Coloman et l'année 1105. La tour porte l'inscription qui commémore l'entrée du roi à Zadar en 1102. La chapelle de la tour présente également des vestiges de fresques du XIIe siècle. L'église abrite son tombeau, décoré de vers latins .
En 1507, un nouveau portail de style Renaissance et une façade sud ont été ajoutés par le constructeur et ouvrier en pierre de Korčula, Nikola Španić . En 1744, des motifs baroques ont été ajoutés aux décorations intérieures.
Pendant la Seconde Guerre mondiale, lorsque la ville faisait partie de l'Italie, l'église et ses environs ont été détruits par les bombardements alliés. L'église a été reconstruite après la guerre.

## Voir également
- Architecture de la Croatie